# Estiuet de Sant Martí

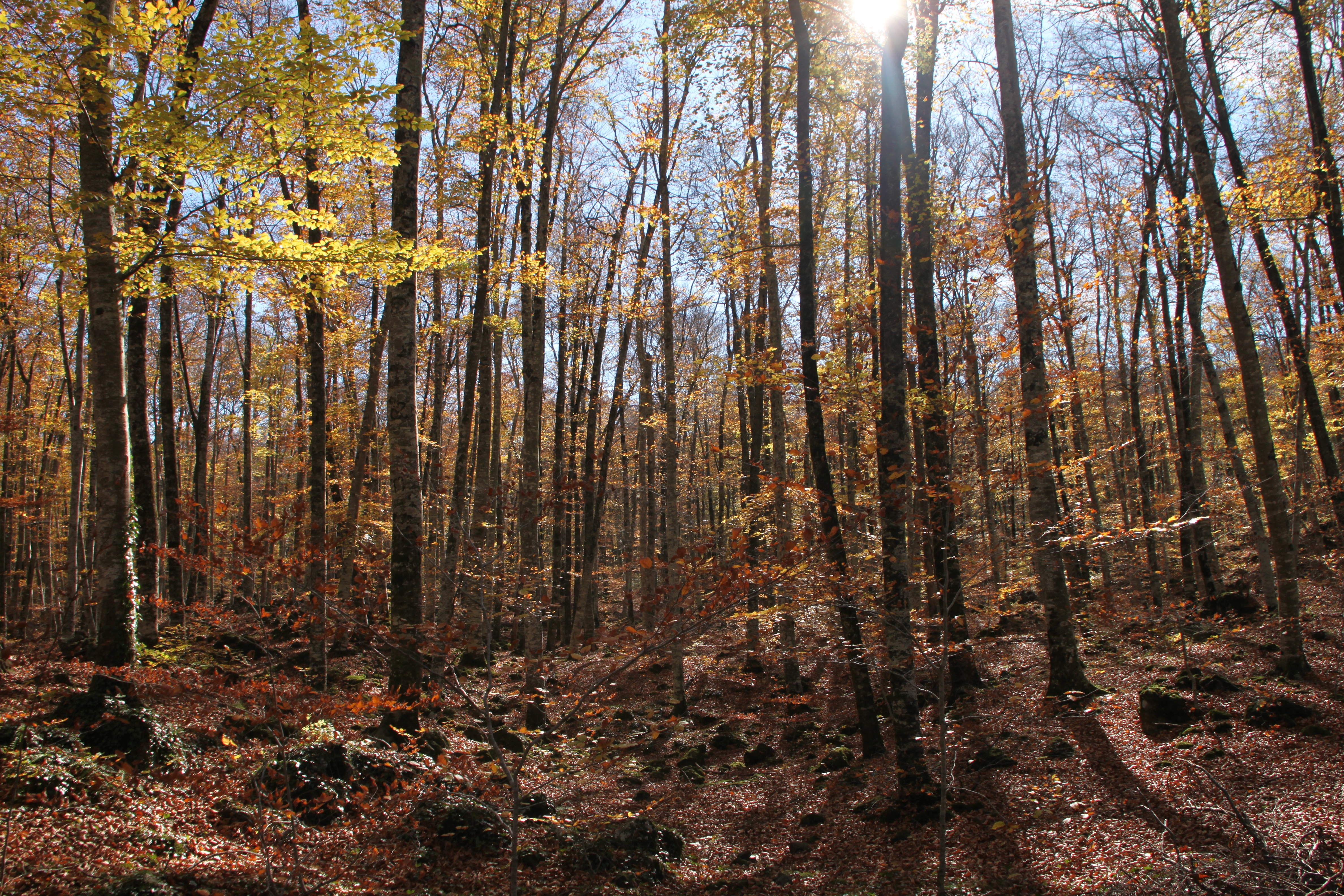
La fageda d'en Jordà un dia d'estiuet de Sant Martí

L'estiuet de Sant Martí o estiuet de Sant Miquel és un suposat episodi atmosfèric de caràcter anual descrit per la meteorologia popular i en el qual, a l'hemisferi nord, la temperatura s'eleva per sobre dels valors dels dies anteriors. Es produeix entre finals d'estiu i principis de tardor, segons la tradició al voltant de Sant Martí (11 de novembre) o de Sant Miquel (29 de setembre). Segons els països pot rebre denominacions diferents i és conegut com a Veranillo de San Martín o San Miguel en castellà, Indian Summer en anglès o Altweibersommer en alemany.
A l'hemisferi sud es produeix un fenomen similar pels voltants de Sant Joan (24 de juny).